# Tossal del Tau
El Tossal del Tau és una muntanya de 571 metres que es troba Rocafort de Vallbona, al municipi de Sant Martí de Riucorb, a la comarca catalana de l'Urgell.